# Bathymysis helgae
Bathymysis helgae är en kräftdjursart som beskrevs av W. M. Tattersall 1907. Bathymysis helgae ingår i släktet Bathymysis och familjen Mysidae. Inga underarter finns listade i Catalogue of Life.